# Cymothoe pluto
Cymothoe pluto är en fjärilsart som beskrevs av Ward 1873. Cymothoe pluto ingår i släktet Cymothoe och familjen praktfjärilar. Inga underarter finns listade i Catalogue of Life.